# China Point
China Point est une communauté dans le comté de Queens de l'Île-du-Prince-Édouard.